# 다니 다테키

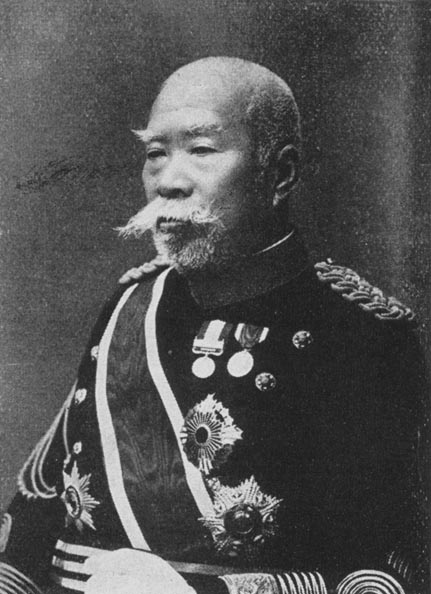
다니 다테키 자작

다니 다테키 혹은 다니 간조(谷干城, 1837년 3월 18일 ~ 1911년 5월 13일)는 도사번사 출신의 일본 제국 육군군인, 정치인이다. 최종 계급은 육군 중장. 작위는 자작. 정2위 훈1등. 통칭은 신타로(申太郎), 모리베(守部).
1837년 도사번에서 유학자의 아들로 태어났다. 막말에 도사번의 존황파로 활동하며 사쓰마번의 고마쓰 기요카도, 사이고 다카모리와 동맹 밀약을 체결하였다. 폐번치현 이후 신정부의 육군 장교로 임명되었고 보신 전쟁과 세이난 전쟁에서 뛰어난 무공을 세워 이름을 높였다.
제1차 이토 내각에 등용된 것을 시작으로 정치에 입문하였다. 곧 서구화 정책을 비판하는 등 국수주의의 면모를 보이며 이토와 충돌하다가 내각에서 사임하였다. 1890년 귀족원 의원으로 선출되며 정계에 복귀하였고, 고립주의와 농본주의를 엄격히 고수하며 도사 존황파의 중진으로서 활동하였으나 시간이 지나며 그의 정치 세력은 쇠퇴해 갔다. 1911년 사망했다.